# كلو بيرش
كلو بيرش (بالإنجليزية: Chloe Birch) هي لاعبة كرة الريشة بريطانية، ولدت في 16 سبتمبر 1995 في برستون في المملكة المتحدة.

## وصلات خارجية
- كلو بيرش على موقع BWF.tournamentsoftware.com (الإنجليزية)
- كلو بيرش على موقع BWFbadminton.com (الإنجليزية)
- كلو بيرش على موقع اللجنة الأولمبية الدولية (الإنجليزية)
- كلو بيرش على موقع أوليمبيديا (الإنجليزية)
- كلو بيرش على موقع اللجنة الأولمبية البريطانية (الإنجليزية)
- كلو بيرش على موقع اللجنة الأولمبية البريطانية (الإنجليزية)